# Vessels' Town
Vessels' Town é o terceiro da banda de electrorock brasileira Harry. Ele foi lançado em 1990 com o selo Stiletto Records.
Vessels' Town foi o primeiro álbum da banda após a saída do baterista Cesar Di Giacomo. Assim, a banda usou bateria eletrônica, mesclando eletrônicos com guitarras bastante pesadas.

## Faixas
| N.º | Título                    | Compositor(es)                          | Duração |  |
| 1.  | "Seaweed On A Rock Shore" | Roberto Verta                           |         |  |
| 2.  | "Saviour"                 | Johnny Hansen, Roberto Verta            |         |  |
| 3.  | "Stories"                 | Richard Johnsson, Roberto Verta         |         |  |
| 4.  | "Vessel's Town"           | Roberto Verta                           |         |  |
| 5.  | "Stephanie Jenssen"       | Johnny Hansen                           |         |  |
| 6.  | "Question To A Good Man"  | Richard Johnsson, Roberto Verta         |         |  |
| 7.  | "Zombies"                 | Johnny Hansen                           |         |  |
| 8.  | "Morbid"                  | Hansen, Richard Johnsson, Roberto Verta |         |  |
| 9.  | "Franco By The Wall"      | Roberto Verta                           |         |  |
| 10. | "Warning"                 | Richard Johnsson, Roberto Verta         |         |  |
| 11. | "Wake Up"                 | Johnny Hansen                           |         |  |
| 12. | "Bronco Brain"            | Richard Johnsson, Roberto Verta         |         |  |
| 13. | "Emotional Spasms"        | Richard Johnsson, Roberto Verta         |         |  |
| 14. | "Watching The Watchmen"   | Roberto Verta                           |         |  |

## Créditos
- Johnny Hansen - Vocais, Guitarras
- Richard Johnsson - Baixo Elétrico
- Roberto Verta - Teclados, Produção